# محوطه هلوبن دره شوک
محوطه هلوبن دره شوک مربوط به دوران‌های تاریخی پس از اسلام است و در شهرستان املش، بخش رانکوه، روستای هلوبن دره واقع شده و این اثر در تاریخ ۲ آبان ۱۳۸۲ با شمارهٔ ثبت ۱۰۶۹۷ به‌عنوان یکی از آثار ملی ایران به ثبت رسیده است.